# Alfred Wojciech Hausner
Alfred Wojciech Hausner (ur. 7 lutego 1887 w Dornbach, zm. 8 października 1953 w Krakowie) – major audytor Wojska Polskiego.

## Życiorys
Urodził się 7 lutego 1887 w Dornbach (od 1939 Tarnawiec Stary), w rodzinie Franciszka (1845–1919) i Elżbiety z Beigertów (ur. 1849). Był bratem Adolfa (1870–1949), Józefa (ur. 1875) i Franciszka (1895–1907). Ukończył Gimnazjum w Podgórzu w 1907. Odbył służbę wojskową w armii austro-węgierskiej. W 1910 ukończył szkołę oficerską X Korpusu w Bazinie na Słowacji. Podczas I wojny światowej w czerwcu 1916 pod Łuckiem dostał się do niewoli rosyjskiej, z której został zwolniony w lipcu 1918. Po odzyskaniu przez Polskę niepodległości wstąpił do Wojska Polskiego. 20 września 1920 został zatwierdzony z dniem 1 kwietnia 1920 w stopniu kapitana, w Korpusie Sądowym, w grupie oficerów byłej armii austriacko-węgierskiej. Pełnił wówczas służbę w Prokuraturze Wojskowej Okręgu Generalnego Kraków.

Został awansowany do stopnia kapitana w korpusie oficerów zawodowych sądowych ze starszeństwem z 1 czerwca 1919. W kolejnych latach był sędzią w sądach wojskowych. W 1923 był sędzią Wojskowego Sądu Okręgowego Nr V w Krakowie. W 1928 był sędzią Wojskowego Sądu Rejonowego Kraków. Został awansowany do stopnia majora audytora ze starszeństwem z 1 stycznia 1931. W latach 1929–1932 był kierownikiem Wojskowego Sądu Rejonowego Łomża. 14 listopada 1932 Prezydent RP mianował go sędzią orzekającym w wojskowych sądach orzekających, a minister spraw wojskowych przeniósł do Wojskowego Sądu Okręgowego Nr V w Krakowie na stanowisko sędziego orzekającego.

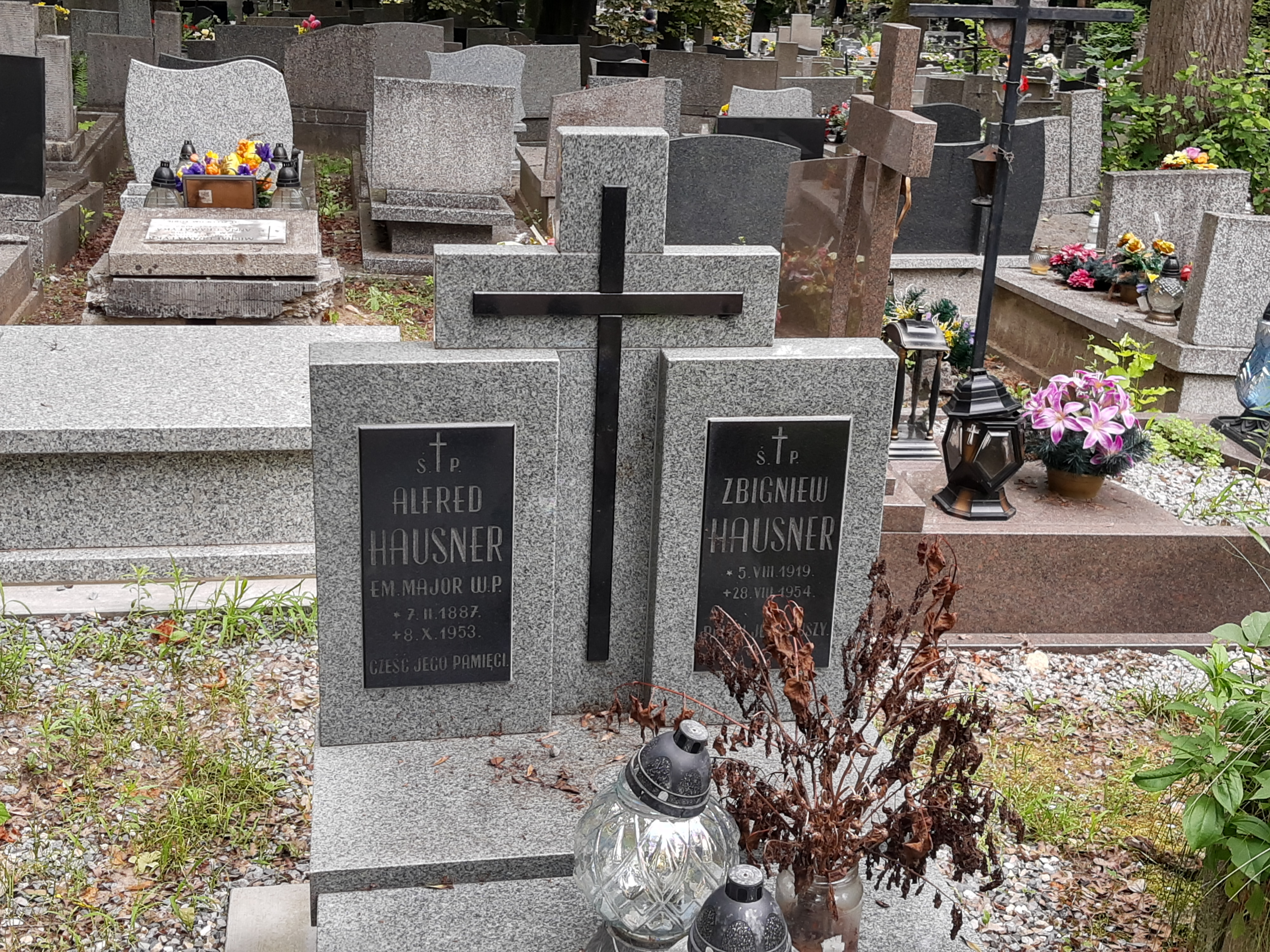
Grób mjra Alfreda Hausnera na Cmentarzu Podgórskim

Jako przewodniczący trybunału doraźnego w WSO w Krakowie 7 lutego 1936 wydał wyrok skazujący na karę śmierci dezertera z 20 Pułku Piechoty Ziemi Krakowskiej, Szczepana Grendę, oskarżonego o zamordowanie 7 stycznia 1936 inż. Stefana Dyljona w Tatrach.
Po wybuchu II wojny światowej podczas kampanii wrześniowej był majorem audytorem tarnopolskiej Ekspozytury WSO nr VI we Lwowie. Po ewakuacji w rejon Monasterzyska-Tarnopol, 18 września 1939 został internowany w Rumunii w Târgoviște. 8 lutego 1941 został wzięty do niewoli przez Niemców. Był osadzony w oflagach: X A Sandbostel, VI E Dorsten oraz VI B Dössel. Po wyzwoleniu w 1945 do lipca 1946 przebywał w Polskim Obozie Wojskowym „Dössel” w Westfalii, następnie powrócił do Polski.
Zmarł 8 października 1953 i został pochowany na Cmentarzu Podgórskim w Krakowie (kwatera VII-zach-4).
Od 1918 był mężem Heleny z Krasuskich, z którą miał synów Zbigniewa (1919–1954) i Andrzeja (1924–1944).

## Ordery i odznaczenia
- Złoty Krzyż Zasługi (25 maja 1939)[19]
- Srebrny Krzyż Zasługi (17 marca 1930)[20]